# قائمة إصدارات الطوابع في العراق (1951-1960)
هذه قائمة بإصدارات الطوابع في العراق للفترة 1951-1960:

## إصدارات 1951
إصدار الملك فيصل الثاني، صدر عام 1951.
| #   | تاريخ الإصدار | الوصف                                                | الصورة | القيمة    |
| --- | ------------- | ---------------------------------------------------- | ------ | --------- |
| #   | 15 أيار 1951  | صورة الملك فيصل الثاني وهو ولد يافع بلون أزرق فاتح   |        | 1 فلس     |
| 160 | 15 أيار 1951  | صورة الملك فيصل الثاني وهو ولد يافع بلون بنفسجي محمر |        | 3 فلوس    |
| 161 | 15 أيار 1951  | صورة الملك فيصل الثاني وهو ولد يافع بلون أخضر        |        | 5 فلوس    |
| ؟؟؟ | 15 أيار 1951  | صورة الملك فيصل الثاني وهو ولد يافع بلون زيتوني      |        | 12 فلسا   |
| ؟؟؟ | 15 أيار 1951  | صورة الملك فيصل الثاني وهو ولد يافع بلون زيتوني      |        | 14 فلسا   |
| 162 | 15 أيار 1951  | صورة الملك فيصل الثاني وهو ولد يافع بلون كارمن وردي  |        | 16 فلسا   |
| 163 | 15 أيار 1951  | صورة الملك فيصل الثاني وهو ولد يافع بلون أزرق فاتح   |        | 28 فلسا   |
| ؟؟؟ | 15 أيار 1951  | صورة الملك فيصل الثاني وهو ولد يافع بلون أزرق داكن   |        | 60 فلسا   |
| ؟؟؟ | 15 أيار 1951  | صورة الملك فيصل الثاني وهو ولد يافع بلون أزرق        |        | نصف دينار |
| ؟؟؟ | 15 أيار 1951  | صورة الملك فيصل الثاني وهو ولد يافع بلون أخضر زمردي  |        | 1 دينار   |

## إصدارات 1953
إصدار تتويج الملك فيصل الثاني بتاريخ 2 أيار 1953.

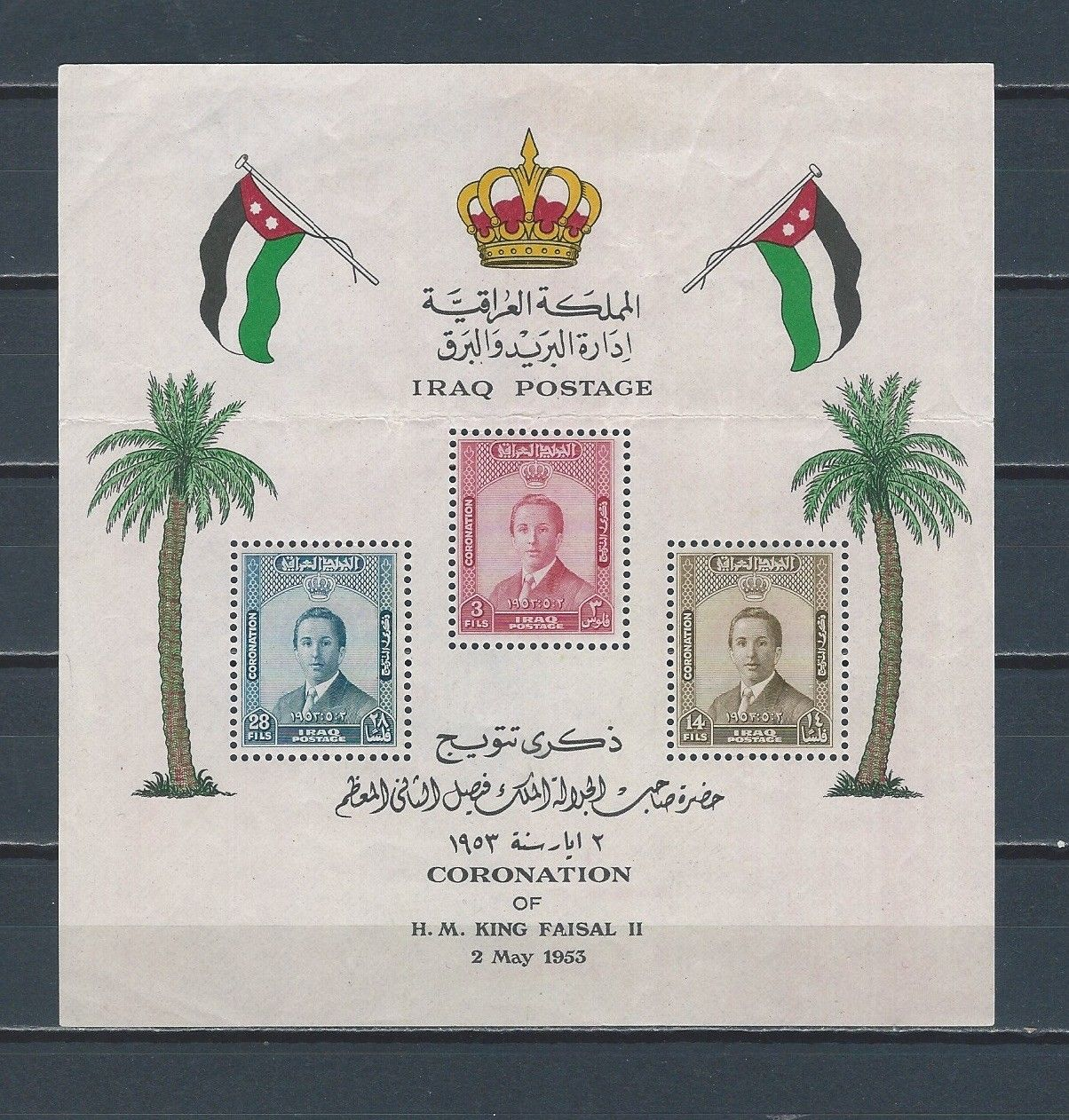
مجموعة إصدار أول يوم لتتويج الملك فيصل الثاني

| #   | تاريخ الإصدار | الوصف                                               | الصورة | القيمة  |
| --- | ------------- | --------------------------------------------------- | ------ | ------- |
| 164 | 2 أيار 1953   | صورة الملك فيصل الثاني مع تاريخ التتويج بلون أحمر   |        | 3 فلوس  |
| 165 | 2 أيار 1953   | صورة الملك فيصل الثاني مع تاريخ التتويج بلون زيتوني |        | 14 فلسا |
| 166 | 2 أيار 1953   | صورة الملك فيصل الثاني مع تاريخ التتويج بلون أزرق   |        | 28 فلسا |

## إصدارات 1954
إصدار الملك فيصل الثاني، صدر للفترة من عام 1954 إلى 1957.
| #   | تاريخ الإصدار       | الوصف                                          | الصورة | القيمة   |
| --- | ------------------- | ---------------------------------------------- | ------ | -------- |
| 167 | 24 تشرين الأول 1954 | صورة الملك فيصل الثاني الشاب بلون أزرق رمادي   |        | 1 فلس    |
| 168 | 24 تشرين الأول 1954 | صورة الملك فيصل الثاني الشاب بلون بنفسجي بني   |        | 2 فلسان  |
| 169 | 24 تشرين الأول 1954 | صورة الملك فيصل الثاني الشاب بلون كارمن بني    |        | 3 فلوس   |
| 170 | 24 تشرين الأول 1954 | صورة الملك فيصل الثاني الشاب بلون بنفسجي       |        | 4 فلوس   |
| 171 | 24 تشرين الأول 1954 | صورة الملك فيصل الثاني الشاب بلون أخضر         |        | 5 فلوس   |
| 172 | 24 تشرين الأول 1954 | صورة الملك فيصل الثاني الشاب بلون بنفسجي محمر  |        | 6 فلوس   |
| 173 | 24 تشرين الأول 1954 | صورة الملك فيصل الثاني الشاب بلون أخضر مصفر    |        | 8 فلوس   |
| 174 | 24 تشرين الأول 1954 | صورة الملك فيصل الثاني الشاب بلون أزرق         |        | 10 فلوس  |
| 175 | 24 تشرين الأول 1954 | صورة الملك فيصل الثاني الشاب بلون أزرق داكن    |        | 15 فلسا  |
| 176 | 24 تشرين الأول 1954 | صورة الملك فيصل الثاني الشاب بلون وردي         |        | 16 فلسا  |
| 177 | 24 تشرين الأول 1954 | صورة الملك فيصل الثاني الشاب بلون زيتوني بني   |        | 20 فلسا  |
| 178 | 24 تشرين الأول 1954 | صورة الملك فيصل الثاني الشاب بلون أرجواني      |        | 25 فلسا  |
| 179 | 24 تشرين الأول 1954 | صورة الملك فيصل الثاني الشاب بلون أحمر         |        | 30 فلسا  |
| 180 | 24 تشرين الأول 1954 | صورة الملك فيصل الثاني الشاب بلون بني محمر     |        | 40 فلسا  |
| 181 | 24 تشرين الأول 1954 | صورة الملك فيصل الثاني الشاب بلون أزرق         |        | 50 فلسا  |
| 182 | 24 تشرين الأول 1954 | صورة الملك فيصل الثاني الشاب بلون بنفسجي وردي  |        | 75 فلسا  |
| 183 | 24 تشرين الأول 1954 | صورة الملك فيصل الثاني الشاب بلون زيتوني       |        | 100 فلسا |
| 184 | 24 تشرين الأول 1954 | صورة الملك فيصل الثاني الشاب بلون برتقالي محمر |        | 200 فلسا |

## إصدارات 1955

### إصدار إلغاءالمعاهدة الأنجلو عراقية
صدرت مجموعة من الطوابع التي تحمل صورة الملك فيصل الثاني وهي تحمل توشيحا بمناسبة إلغاء المعاهدة الأنجلو عراقية لعام 1930 إثر انضمام العراق إلى حلف بغداد إلى جانب تركيا وإيران والباكستان.
| #   | تاريخ الإصدار | الوصف | الصورة | القيمة  |
| --- | ------------- | --- | ------ | ------- |
| 185 | 6 نيسان 1955  | ذات الطابع الذي صدر بتاريخ 24 تشرين الأول 1954 ويحمل صورة الملك فيصل الثاني الشاب بلون بنفسجي مع توشيح "إلغاء المعاهدة 6\4\55 |        | 3 فلوس  |
| 186 | 6 نيسان 1955  | ذات الطابع الذي صدر بتاريخ 24 تشرين الأول 1954 ويحمل صورة الملك فيصل الثاني الشاب بلون أزرق مع توشيح "إلغاء المعاهدة 6\4\55   |        | 10 فلوس |
| 187 | 6 نيسان 1955  | ذات الطابع الذي صدر بتاريخ 15 أيار 1951 ويحمل صورة الملك فيصل الثاني وهو ولد يافع بلون أزرق مع توشيح "إلغاء المعاهدة 6\4\55   |        | 28 فلسا |

### إصدار مؤتمر المهندسين العرب في بغداد
صدرت مجموعة من الطوابع بمناسبة انعقاد المؤتمر السادس للمهندسين العرب في بغداد، وقد عقد المؤتمر للفترة من 26 تشرين الثاني إلى الثاني من كانون الأول 1955 بدعوة من جمعية المهندسين العراقية. وقد بلغ عدد المشاركين في المؤتمر 460 مهندسا، كان منهم 300 مهندسا من العراق و160 مهندسا من الدول العربية الأخرى.
| #   | تاريخ الإصدار        | الوصف | الصورة | القيمة  |
| --- | -------------------- | --- | ------ | ------- |
| 188 | 26 تشرين الثاني 1955 | طابع يحمل عبارة "المؤتمر السادس للمهندسين العرب في بغداد، 1955" باللغتين العربية والإنجليزية تتوسطها صورة الملك فيصل الثاني، والطابع بلون كارمن بنفسجي     |        | 3 فلوس  |
| 189 | 26 تشرين الثاني 1955 | طابع يحمل عبارة "المؤتمر السادس للمهندسين العرب في بغداد، 1955" باللغتين العربية والإنجليزية تتوسطها صورة الملك فيصل الثاني، والطابع بلون كارمن أزرق       |        | 10 فلوس |
| 190 | 26 تشرين الثاني 1955 | طابع يحمل عبارة "المؤتمر السادس للمهندسين العرب في بغداد، 1955" باللغتين العربية والإنجليزية تتوسطها صورة الملك فيصل الثاني، والطابع بلون كارمن أزرق رصاصي |        | 28 فلسا |

## إصدارات 1956
صدرت مجموعة من الطوابع بمناسبة انعقاد مؤتمر البريد العربي ببغداد في 3 آذار 1956.
| #   | تاريخ الإصدار | الوصف | الصورة | القيمة  |
| --- | ------------- | --- | ------ | ------- |
| 191 | 3 آذار 1956   | طابع يحمل عبارة "مؤتمر البريد العربي ببغداد في 3 آذار 1956" باللغتين العربية والإنجليزية وتظهر صورة الملك فيصل الثاني يمين الطابع، والطابع بلون كارمن بنفسجي |        | 3 فلوس  |
| 192 | 3 آذار 1956   | طابع يحمل عبارة "مؤتمر البريد العربي ببغداد في 3 آذار 1956" باللغتين العربية والإنجليزية وتظهر صورة الملك فيصل الثاني يمين الطابع، والطابع بلون أزرق         |        | 10 فلوس |
| 193 | 3 آذار 1956   | طابع يحمل عبارة "مؤتمر البريد العربي ببغداد في 3 آذار 1956" باللغتين العربية والإنجليزية وتظهر صورة الملك فيصل الثاني يمين الطابع، والطابع بلون أزرق رصاصي   |        | 28 فلسا |

## إصدارات 1957

### إصدارات إسبوع الإعمار
صدرت مجموعة من الطوابع بمناسبة أسبوع الإعمار عام 1957.
| #   | تاريخ الإصدار | الوصف | الصورة | القيمة  |
| --- | ------------- | --- | ------ | ------- |
| 194 | 8 نيسان 1957  | طابع يحمل عبارة "أسبوع الإعمار 1957" باللغتين العربية والإنجليزية وتظهر صورة الملك فيصل الثاني يسار الطابع، والطابع بلون كارمن بنفسجي                |        | 1 فلس   |
| 195 | 8 نيسان 1957  | طابع يحمل عبارة "أسبوع الإعمار 1957" باللغتين العربية والإنجليزية وتظهر صورة سد مع صورة الملك فيصل الثاني يسار الطابع، والطابع ملون                  |        | 3 فلوس  |
| 196 | 8 نيسان 1957  | طابع يحمل عبارة "أسبوع الإعمار 1957" باللغتين العربية والإنجليزية وتظهر صورة مبان حديثة مع صورة الملك فيصل الثاني يسار الطابع، والطابع ملون          |        | 5 فلوس  |
| 197 | 8 نيسان 1957  | طابع يحمل عبارة "أسبوع الإعمار 1957" باللغتين العربية والإنجليزية وتظهر صورة أنابيب ومنشآت نفطية مع صورة الملك فيصل الثاني يسار الطابع، والطابع ملون |        | 10 فلوس |
| 197 | 8 نيسان 1957  | طابع يحمل عبارة "أسبوع الإعمار 1957" باللغتين العربية والإنجليزية وتظهر صورة جسر مع صورة الملك فيصل الثاني يسار الطابع، والطابع ملون                 |        | 40 فلسا |

### إصدار المعرض الزراعي الصناعي
صدر طابع تذكاري بمناسبة المعرض الزراعي الصناعي ببغداد في 1 حزيران 1957.
| #   | تاريخ الإصدار | الوصف | الصورة | القيمة  |
| --- | ------------- | --- | ------ | ------- |
| 198 | 8 نيسان 1957  | طابع يحمل عبارة "المعرض الزراعي الصناعي في الإدارة المحلية في بغداد 1957" باللغتين العربية والإنجليزية وتظهر صورة الملك فيصل الثاني يسار الطابع، والطابع بلون كارمن بنفسجي |        | 10 فلوس |

### إصدار اليوبيل الفضي للهلال الأحمر
صدر طابع تذكاري بمناسبة اليوبيل الفضي للهلال الأحمر عام 1957. فقد أسست جمعية الهلال الأحمر العراقي عام 1932.
| #   | تاريخ الإصدار        | الوصف | الصورة | القيمة  |
| --- | -------------------- | --- | ------ | ------- |
| 199 | 14 تشرين الثاني 1957 | طابع يحمل عبارة "مؤتمر البريد العربي ببغداد في 3 آذار 1956" باللغتين العربية والإنجليزية وتظهر صورة الملك فيصل الثاني يمين الطابع، والطابع بلون أزرق رصاصي، صدر سنة 1956 وأعيد توشيحه بعبارة "اليوبيل الفضي للهلال الأحمر 1957" بلون أحمر. |        | 28 فلسا |

### إصدار الملك فيصل الثاني
إصدار الملك فيصل الثاني، صدر لسنة 1957.
| #   | تاريخ الإصدار | الوصف                                         | الصورة | القيمة  |
| --- | ------------- | --------------------------------------------- | ------ | ------- |
| 201 | 1957          | صورة الملك فيصل الثاني الشاب بلون أزرق        |        | 1 فلس   |
| 202 | 1957          | صورة الملك فيصل الثاني الشاب بلون بني         |        | 2 فلسان |
| 203 | 1957          | صورة الملك فيصل الثاني الشاب بلون كارمن       |        | 3 فلوس  |
| 204 | 1957          | صورة الملك فيصل الثاني الشاب بلون بنفسجي      |        | 4 فلوس  |
| 205 | 1957          | صورة الملك فيصل الثاني الشاب بلون أخضر        |        | 5 فلوس  |
| 206 | 1957          | صورة الملك فيصل الثاني الشاب بلون بنفسجي محمر |        | 6 فلوس  |
| 207 | 1957          | صورة الملك فيصل الثاني الشاب بلون بني فاتح    |        | 8 فلوس  |
| 208 | 1957          | صورة الملك فيصل الثاني الشاب بلون أزرق        |        | 10 فلوس |

## إصدارات 1958

### إصدارات عيد الجيش
إصدارات عيد الجيش العراقي في 6 كانون الثاني 1958:
| #   | تاريخ الإصدار       | الوصف                                                                                               | الصورة | القيمة  |
| --- | ------------------- | --------------------------------------------------------------------------------------------------- | ------ | ------- |
| 209 | 6 كانون الثاني 1958 | طابع بلونين أخضر ولون داكن تظهر صورة الملك فيصل الثاني يمين الطابع مع رسم لدبابتين                  |        | 8 فلوس  |
| 210 | 6 كانون الثاني 1958 | طابع بلونين بني وأسود تظهر صورة الملك فيصل الثاني يمين الطابع مع رسم لجنود عراقيين في استعراض عسكري |        | 10 فلوس |
| 211 | 6 كانون الثاني 1958 | طابع بلونين بني وأزرق تظهر صورة الملك فيصل الثاني يمين الطابع مع رسم لمعدات وطائرات عسكرية          |        | 20 فلسا |
| 212 | 6 كانون الثاني 1958 | طابع بلونين بنفسجي ووردي وتظهر صورة الملك فيصل الثاني وسط الطابع بزي خاص بالمناسبات                 |        | 30 فلسا |

### إصدارات أسبوع الإعمار (1958)
صدرت مجموعة من الطوابع بمناسبة أسبوع الإعمار عام 1958.
| #   | تاريخ الإصدار | الوصف | الصورة | القيمة  |
| --- | ------------- | --- | ------ | ------- |
| 213 | 26 نيسان 1958 | طابع ملون يحمل عبارة "أسبوع الإعمار 1958" باللغتين العربية والإنجليزية وتظهر صورة الملك فيصل الثاني أعلى يسار الطابع، وصورة لمعمل السكر في الموصل مع عبارة "معمل السكر في الموصل" |        | 3 فلوس  |
| 214 | 26 نيسان 1958 | طابع ملون يحمل عبارة "أسبوع الإعمار 1958" باللغتين العربية والإنجليزية وتظهر صورة الملك فيصل الثاني أعلى يسار الطابع، وصورة لمنظر من ريف العراق مع عبارة "الإنعاش الريفي"         |        | 5 فلوس  |
| 215 | 26 نيسان 1958 | طابع ملون يحمل عبارة "أسبوع الإعمار 1958" باللغتين العربية والإنجليزية وتظهر صورة الملك فيصل الثاني أعلى يسار الطابع، وصورة لسد دربندخان مع عبارة "سد دربندخان"                   |        | 10 فلوس |

### الإصدارات الموشحة
وهي مجموعة من الإصدارات الملكية الموشحة بعبارة "الجمهورية العراقية" والتي صدرت بعد ثورة 14 تموز 1958:
- طوابع الملك غازي:

| #   | تاريخ الإصدار | الوصف                                                                                                | الصورة | القيمة  |
| --- | ------------- | --- | ------ | ------- |
| 216 | 26 تموز 1958  | في الأصل طابع صادر سنة 1934 ويحمل صورة الملك غازي الأول بلوم ماروني، وشح بعبارة "الجمهورية العراقية" |        | 1 دينار |

- إصدار الملك فيصل الثاني وهو ولد يافع، الذي صدر عام 1951، أعيد توشيح الطوابع بعبارة "الجمهورية العراقية"
- إصدار الملك فيصل الثاني، الذي صدر عام 1954، أعيد توشيح الطوابع بعبارة "الجمهورية العراقية"

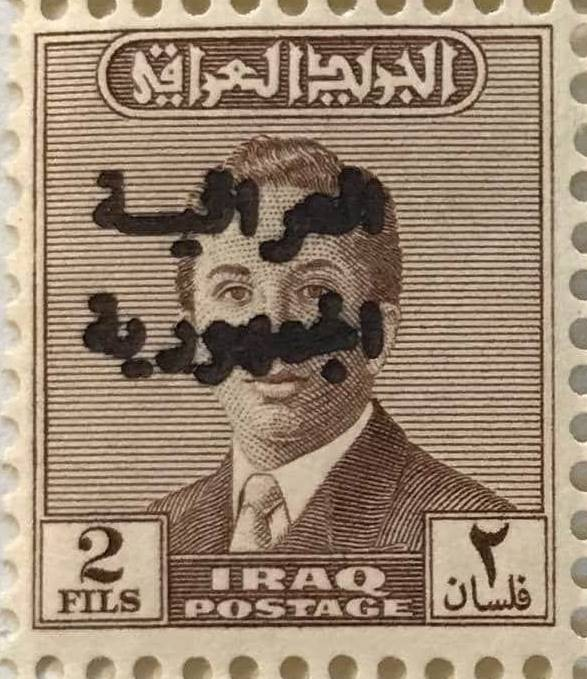
طابع بقيمة فلسين
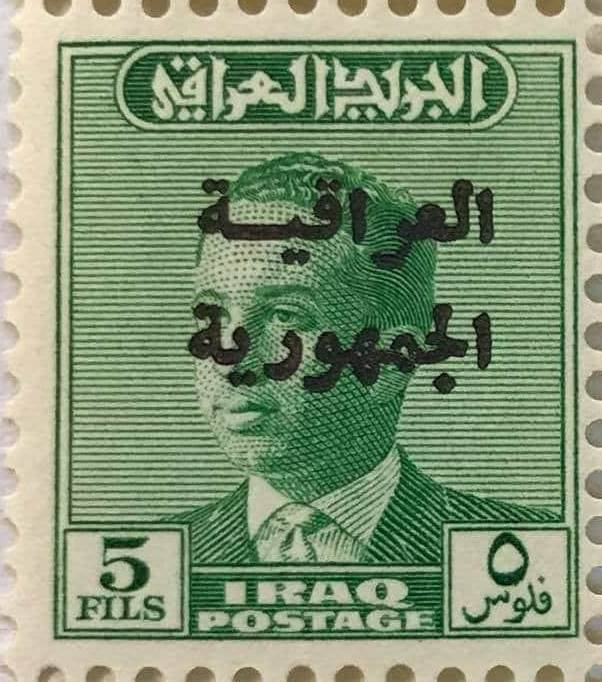
طابع بقيمة 5 فلوس

- إصدار الملك فيصل الثاني، الذي صدر عام 1957، أعيد توشيح الطوابع بعبارة "الجمهورية العراقية"

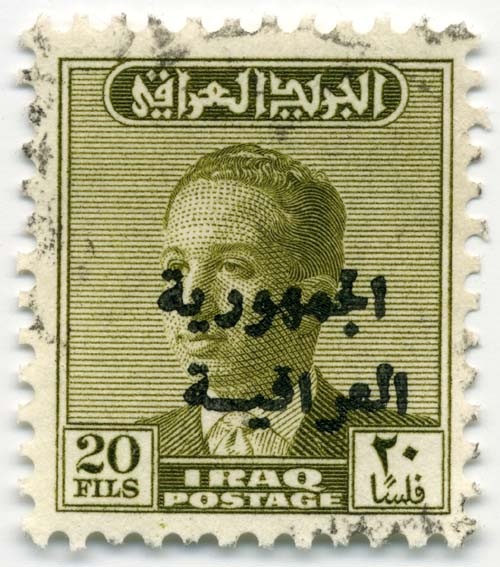
طابع بقيمة 20 فلسا

### إصدار مؤتمر المحامين العرب
صدر طابع تذكاري بمناسبة مؤتمر المحامين العرب في بغداد عام 1958.
| #   | تاريخ الإصدار        | الوصف | الصورة | القيمة  |
| --- | -------------------- | --- | ------ | ------- |
| 258 | 14 تشرين الثاني 1957 | في الأصل طابع يحمل عبارة "مؤتمر البريد العربي ببغداد في 3 آذار 1956" باللغتين العربية والإنجليزية وتظهر صورة الملك فيصل الثاني يمين الطابع، والطابع بلون كارمن أزرق رصاصي صدر سنة 1956 وكانت قيمته 28 فلسا، أعيد توشيحه بعبارة "الجمهورية العراقية - مؤتمر المحامين العرب - بغداد 1958" بلون أحمر، مع القيمة الجديدة للطابع وهي 10 فلوس |        | 10 فلوس |

## إصدارات 1959

### إصدارات يوم الجيش
إصدارات يوم الجيش العراقي في 6 كانون الثاني 1959:
| #   | تاريخ الإصدار       | الوصف | الصورة | القيمة  |
| --- | ------------------- | --- | ------ | ------- |
| 259 | 6 كانون الثاني 1959 | طابع بلونين أزرق يظهر بوسطه جندي عراقي يحمل سلاحا وخلفه علم العراق الملكي الذي كان ما يزال معتمدا في الجمهورية العراقية مع عبارة "يوم الجيش العراقي 6 كانون الثاني 1959" |        | 3 فلوس  |
| 260 | 6 كانون الثاني 1959 | طابع بلون زيتوني يظهر بوسطه جندي عراقي يحمل سلاحا وخلفه علم العراق الملكي الذي كان ما يزال معتمدا في الجمهورية العراقية مع عبارة "يوم الجيش العراقي 6 كانون الثاني 1959" |        | 10 فلوس |
| 261 | 6 كانون الثاني 1959 | طابع بلون بنفسجي يظهر بوسطه جندي عراقي يحمل سلاحا وخلفه علم العراق الملكي الذي كان ما يزال معتمدا في الجمهورية العراقية مع عبارة "يوم الجيش العراقي 6 كانون الثاني 1959" |        | 40 فلسا |

### إصدار عيد الشجرة
صدر طابع بمناسبة عيد الشجرة في 21 آذار 1959.
| #   | تاريخ الإصدار | الوصف                                   | الصورة | القيمة  |
| --- | ------------- | --------------------------------------- | ------ | ------- |
| 262 | 21 آذار 1959  | طابع ملون يحمل عبارة "عيد الشجرة 1959". |        | 10 فلوس |

### إصدار يوم الطفل العالمي
صدر طابع بمناسبة يوم الطفل العالمي في 1 حزيران 1959.
| #   | تاريخ الإصدار | الوصف | الصورة | القيمة  |
| --- | ------------- | --- | ------ | ------- |
| 263 | 1 حزيران 1959 | طابع يحمل عبارة "مؤتمر البريد العربي ببغداد في 3 آذار 1956" باللغتين العربية والإنجليزية وتظهر صورة الملك فيصل الثاني يمين الطابع، والطابع بلون أزرق رصاصي صدر سنة 1956 أعيد توشيحه بعبارة "الجمهورية العراقية يوم الطفل العالمي 1 حزيران 1959" بلون أحمر، مع تغيير القيمة من 28 فلسا إلى 10 فلوس. |        | 10 فلوس |

### إصدار الإصلاح الزراعي
صدر طابع بمناسبة عيد الشجرة في 21 آذار 1959.
| #   | تاريخ الإصدار | الوصف                                                   | الصورة | القيمة  |
| --- | ------------- | ------------------------------------------------------- | ------ | ------- |
| 264 | 14 تموز 1959  | طابع بلون أخضر وأخضر داكن يحمل عبارة "الإصلاح الزراعي". |        | 10 فلوس |

### إصدار الشعار الجمهوري الأول
صدرت مجموعة طوابع تحمل طابع شعار الجمهورية العراقية الأولى ةالذي اعتمد في الذكرى الأولى لثورة 14 تموز 1958.
| #   | تاريخ الإصدار | الوصف                                           | الصورة | القيمة   |
| --- | ------------- | ----------------------------------------------- | ------ | -------- |
| 265 | 14 تموز 1959  | طابع بخلفية رصاصية يتوسطه شعار الجمهورية        |        | 1 فلس    |
| 266 | 14 تموز 1959  | طابع بخلفية برتقالية يتوسطه شعار الجمهورية      |        | 2 فلسان  |
| 267 | 14 تموز 1959  | طابع بخلفية بنفسجية يتوسطه شعار الجمهورية       |        | 3 فلوس   |
| 268 | 14 تموز 1959  | طابع بخلفية صفراء يتوسطه شعار الجمهورية         |        | 4 فلوس   |
| 269 | 14 تموز 1959  | طابع بخلفية زرقاء يتوسطه شعار الجمهورية         |        | 5 فلوس   |
| 270 | 14 تموز 1959  | طابع بخلفية وردية يتوسطه شعار الجمهورية         |        | 10 فلوس  |
| 271 | 14 تموز 1959  | طابع بخلفية خضراء يتوسطه شعار الجمهورية         |        | 15 فلسا  |
| 272 | 14 تموز 1959  | طابع بخلفية بنية يتوسطه شعار الجمهورية          |        | 20 فلسا  |
| 273 | 14 تموز 1959  | طابع بخلفية رصاصية يتوسطه شعار الجمهورية        |        | 30 فلسا  |
| 274 | 14 تموز 1959  | طابع بخلفية صفراء يتوسطه شعار الجمهورية         |        | 40 فلسا  |
| 275 | 14 تموز 1959  | طابع بخلفية خضراء يتوسطه شعار الجمهورية         |        | 50 فلسا  |
| 276 | 14 تموز 1959  | طابع بخلفية زيتونية اللون يتوسطه شعار الجمهورية |        | 75 فلسا  |
| 277 | 14 تموز 1959  | طابع بخلفية برتقالية يتوسطه شعار الجمهورية      |        | 100 فلسا |
| 278 | 14 تموز 1959  | طابع بخلفية بنفسجية يتوسطه شعار الجمهورية       |        | 200 فلسا |
| 279 | 14 تموز 1959  | طابع بخلفية بنية يتوسطه شعار الجمهورية          |        | 500 فلسا |
| 280 | 14 تموز 1959  | طابع بخلفية خضراء زمردية يتوسطه شعار الجمهورية  |        | 1 دينار  |

### إصدار ذكرى ثورة 14 تموز 1958
إصدار بمناسبة الذكرى الأولى لثورة 14 تموز 1958.
| #   | تاريخ الإصدار | الوصف                                                                      | الصورة | القيمة  |
| --- | ------------- | -------------------------------------------------------------------------- | ------ | ------- |
| 281 | 14 تموز 1959  | طابع بخلفية بنية مصفرة ورسم بلون أزرق يحمل عبارة "ذكرى ثورة 14 تموز 1958". |        | 10 فلوس |
| 282 | 14 تموز 1959  | طابع بخلفية بنية مصفرة ورسم بلون أخضر يحمل عبارة "ذكرى ثورة 14 تموز 1958". |        | 30 فلسا |

### إصدار أسبوع الصحة والنظافة
وشحت طوابع الشعار الجمهوري طابع بعبارة "أسبوع الصحة والنظافة".
| #   | تاريخ الإصدار       | الوصف                                                                                      | الصورة | القيمة  |
| --- | ------------------- | ------------------------------------------------------------------------------------------ | ------ | ------- |
| 283 | 23 تشرين الأول 1959 | في الأصل طابع من طوابع الشعار الجمهوري وشح بعبارة "أسبوع الصحة والنظافة" وهو بخلفية وردية. |        | 10 فلوس |

## إصدارات 1960

### إصدارات عيد الجيش 1960
| #   | تاريخ الإصدار       | الوصف | الصورة | القيمة  |
| --- | ------------------- | --- | ------ | ------- |
| 284 | 6 كانون الثاني 1960 | طابع يغلب عليه اللون الأخضر المزرق مع لون ماروني وتظهر صورة عبد الكريم قاسم في أعلى يسار الطابع وفي أسفل الطابع تظهر عبارة "لقد حطم الجيش والشعب قيود الاستعمار في ثورة 14 تموز المجيدة وإن الجمهورية العراقية الخالدة تحتفل في عهد الحرية في 6 كانون الثاني بذكرى تأسيس الجيش العراقي المظفر"   |        | 10 فلوس |
| 285 | 6 كانون الثاني 1960 | طابع ملون وتظهر صورة عبد الكريم قاسم في أعلى الطابع بلون أخضر والجزء الأسفل يغلب عليه اللون الأصفر والبني |        | 16 فلسا |
| 286 | 6 كانون الثاني 1960 | طابع ملون يغلب عليه اللون البنفسجي وتظهر صورة عبد الكريم قاسم في أعلى يسار الطابع بلون بنفسجي وفي أسفل الطابع تظهر عبارة "لقد حطم الجيش والشعب قيود الاستعمار في ثورة 14 تموز المجيدة وإن الجمهورية العراقية الخالدة تحتفل في عهد الحرية في 6 كانون الثاني بذكرى تأسيس الجيش العراقي المظفر"     |        | 30 فلسا |
| 287 | 6 كانون الثاني 1960 | طابع يغلب عليه اللون الأخضر المزرق مع لون ماروني وتظهر صورة عبد الكريم قاسم في أعلى يسار الطابع وفي أسفل الطابع تظهر عبارة "لقد حطم الجيش والشعب قيود الاستعمار في ثورة 14 تموز المجيدة وإن الجمهورية العراقية الخالدة تحتفل في عهد الحرية في 6 كانون الثاني بذكرى تأسيس الجيش العراقي المظفر"   |        | 40 فلسا |
| 288 | 6 كانون الثاني 1960 | طابع ملون يغلب عليه اللونان البني والأصفر مع لون ماروني وتظهر صورة عبد الكريم قاسم في يمين الطابع وفي أسفل الطابع تظهر عبارة "لقد حطم الجيش والشعب قيود الاستعمار في ثورة 14 تموز المجيدة وإن الجمهورية العراقية الخالدة تحتفل في عهد الحرية في 6 كانون الثاني بذكرى تأسيس الجيش العراقي المظفر" |        | 60 فلسا |

### إصدار بشرى سلامة الزعيم
أصدر طابعان بمناسبة نجاة عبد الكريم قاسم من محاولة الاغتيال في شارع الرشيد في بغداد بتاريخ 7 تشرين الأول 1959. تختلف المصادر في تحديد تاريخ الإصدار، لكن المثبت في مصادر الطوابع أن الإصدار وزع بتاريخ 1 شباط 1960، رغم أن غلاف أول يوم تذكر تاريخ 1 كانون الأول 1959.
| #   | تاريخ الإصدار | الوصف | الصورة | القيمة  |
| --- | ------------- | --- | ------ | ------- |
| 289 | 1 شباط 1960   | طابع بلون بنفسجي بمناسبة نجاة عبد الكريم قاسم من محاولة الاغتيال في شارع الرشيد في بغداد بتاريخ 7 تشرين الأول 1959. |        | 10 فلوس |
| 290 | 1 شباط 1960   | طابع بلون أخضر بمناسبة نجاة عبد الكريم قاسم من محاولة الاغتيال في شارع الرشيد في بغداد بتاريخ 7 تشرين الأول 1959.   |        | 30 فلسا |

### إصدار معروف الرصافي
أصدر طابع واحد في ذكرى الشاعر معروف الرصافي، وقد أصدر بتوشيح تاريخ 1960 فوق التاريخ المطبوع في الأصل 1959، وكذلك صدر لاحقا بدون توشيح ووزع سنة 1966. ومن أخطاء التوشيح:
1. عدم طباعة رقم الصفر باللغة العربية.
2. انزياح التوشيح وعدم ظهور الرقم واحد باللغة الأجنبية.

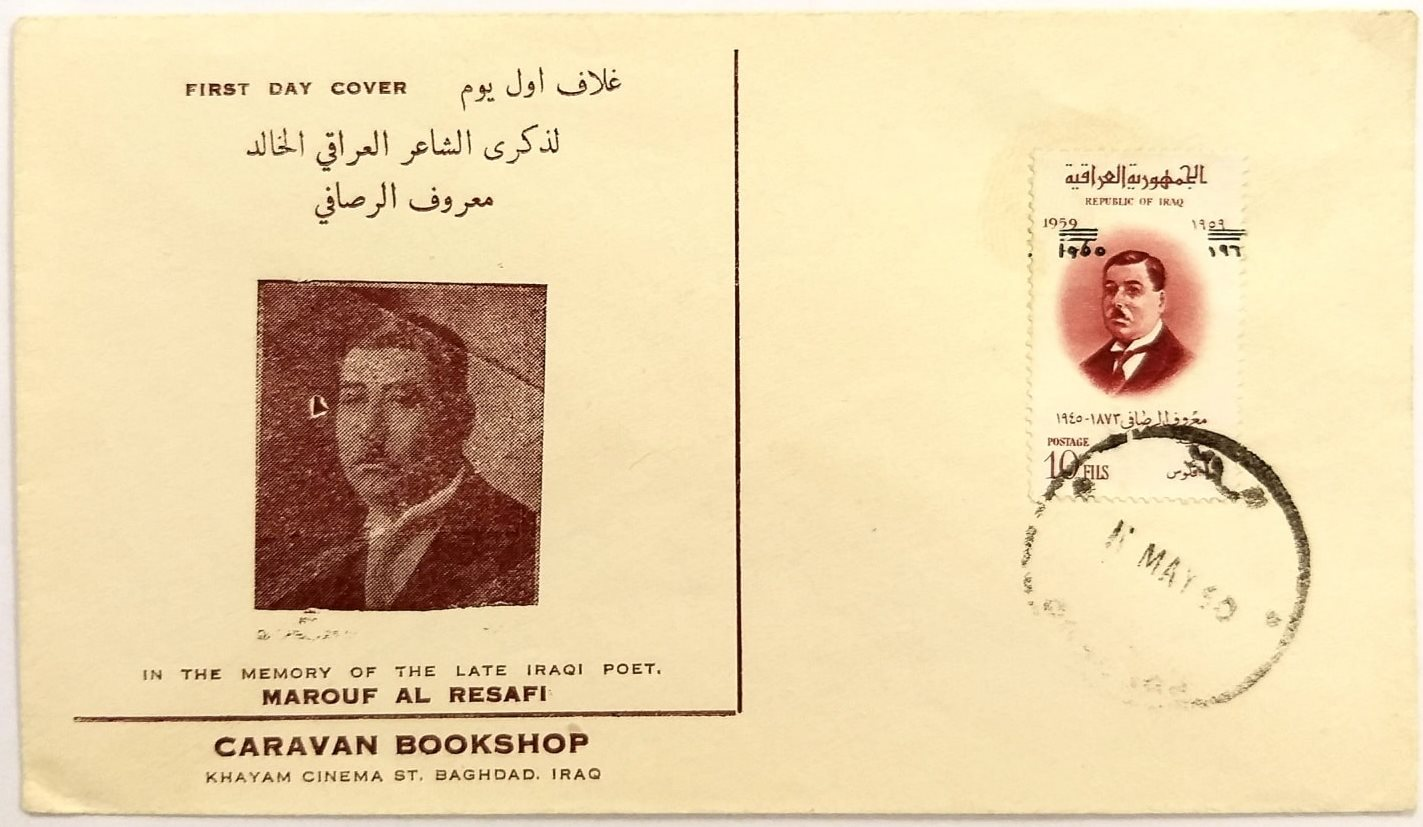
غلاف أول يوم لطابع معروف الرصافي

3. توشيح مزدوج مطموس.
4. توشيح مزدوج.
5. توشيح مقلوب.

| #   | تاريخ الإصدار | الوصف | الصورة | القيمة  |
| --- | ------------- | --- | ------ | ------- |
| 291 | 10 أيار 1960  | طابع بلون بني محمر تتوسطه صورة الشاعر معروف الرصافي، ويتوفر الطابع بتاريخ 1959 بدون شطب فوق التاريخ، كذلك يتوفر بنسخة شطب فيها التاريخ وعدل إلى سنة 1960 |        | 10 فلوس |

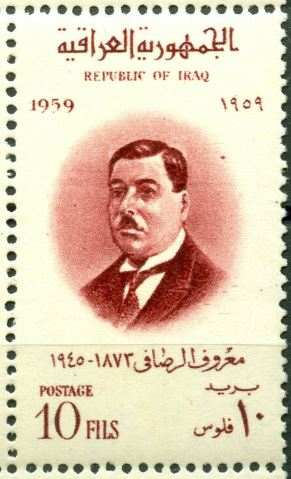
طابع بدون توشيح
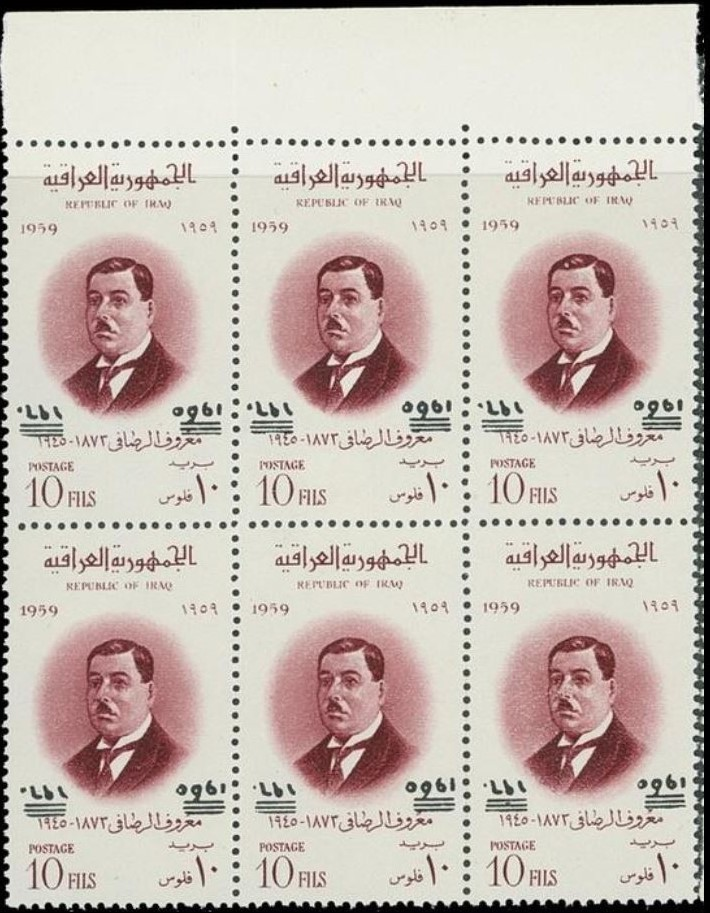
طابع بتوشيح مقلوب في مكان خاطئ

### إصدارات الذكرى الثانية لثورة 14 تموز 1958
| #   | تاريخ الإصدار | الوصف | الصورة | القيمة  |
| --- | ------------- | --- | ------ | ------- |
| 292 | 14 تموز 1960  | طابع ملون يغلب عليه اللون البني ويظهر عليه شعار عسكري وعبارة "ابن الشعب البار الزعيم عبد الكريم قاسم يخلد كفاح الشعب والجيش برمز الثورة المظفرة في 14 تموز" في أسفل الطابع                                 |        | 6 فلوس  |
| 293 | 14 تموز 1960  | طابع ملون وتظهر صورة عبد الكريم قاسم يوقد شعلة في يمين الطابع ونصب الجندي المجهول القديم في وسط الطابع مع عبارة "الزعيم الثائر عبد الكريم قاسم يوقد شعلة الخلود للجندي المجهول يوم 14 تموز" في أسفل الطابع |        | 10 فلوس |
| 294 | 14 تموز 1960  | طابع ملون وتظهر صورة عبد الكريم قاسم يوقد شعلة في يمين الطابع ونصب الجندي المجهول القديم في وسط الطابع مع عبارة "الزعيم الثائر عبد الكريم قاسم يوقد شعلة الخلود للجندي المجهول يوم 14 تموز" في أسفل الطابع |        | 16 فلسا |
| 295 | 14 تموز 1960  | طابع ملون يغلب عليه اللون الأزرق ويظهر عليه شعار عسكري وعبارة "ابن الشعب البار الزعيم عبد الكريم قاسم يخلد كفاح الشعب والجيش برمز الثورة المظفرة في 14 تموز" في أسفل الطابع                                |        | 18 فلسا |
| 296 | 14 تموز 1960  | طابع ملون يغلب عليه اللون البني الغامق ويظهر عليه شعار عسكري وعبارة "ابن الشعب البار الزعيم عبد الكريم قاسم يخلد كفاح الشعب والجيش برمز الثورة المظفرة في 14 تموز" في أسفل الطابع                          |        | 30 فلسا |
| 297 | 14 تموز 1960  | طابع ملون وتظهر صورة عبد الكريم قاسم يوقد شعلة في يمين الطابع ونصب الجندي المجهول القديم في وسط الطابع مع عبارة "الزعيم الثائر عبد الكريم قاسم يوقد شعلة الخلود للجندي المجهول يوم 14 تموز" في أسفل الطابع |        | 60 فلسا |